# Xã Westburg, Quận Buchanan, Iowa
Xã Westburg (tiếng Anh: Westburg Township) là một xã thuộc quận Buchanan, tiểu bang Iowa, Hoa Kỳ. Năm 2010, dân số của xã này là 513 người.